# Giuseppe Pession
Giuseppe Pession (Bologna, 30 maggio 1881 – Narni, 14 luglio 1947) è stato un ingegnere e ammiraglio italiano, Direttore generale delle poste e dei telegrafi dal 1925 al 1930.

## Biografia
Nacque il 30 maggio 1881 a Bologna, nel Regno d'Italia, da Beniamino Pession e Maria Tassoni; ebbe tre sorelle: Amelia, Olga e Berta. Si arruolò nella Regia Marina nel 1898 entrando all'Accademia navale di Livorno, da cui uscì nel 1902 col grado di guardiamarina, proseguì gli studi al corso superiore, ottenendo i gradi di tenente di vascello nel 1909, venendo imbarcato sulle corazzate Regina Margherita e Roma, 
Insegnò radiotelegrafia alla Scuola radiotelegrafisti e semaforisti del Varignano, venendo imbarcato brevemente sulla cannoniera Bengasi durante la guerra italo-turca del 1911-1912; in Libia si occupò di progettare la stazione radiotelegrafica di Tripoli e per i suoi meriti fu nominato cavaliere dell'ordine della Corona d'Italia, ottenendo inoltre un encomio solenne. Nel 1914 fu dichiarato idoneo ai servizi elettrici e radiotelegrafici della Marina.
Allo scoppio della prima guerra mondiale era imbarcato sulla corazzata Benedetto Brin e durante la guerra alternò l'imbarco all'attività didattica presso l'Istituto superiore militare di radiotelegrafia di Roma, dove insegnò sempre radiotelegrafia. Nel 1917 passò al Ministero della marina, lavorando nella Direzione generale artiglieria e armamenti con incarichi inerenti le radiocomunicazioni; in questa veste fu promosso capitano di corvetta nel 1918 per meriti eccezionali nella progettazione e messa in servizio di 16 stazioni radiotelegrafiche militari, tra cui quella di Radio San Paolo a Roma, in collaborazione con Giancarlo Vallauri. Promosso a capitano di fregata nel 1921, fu chiamato all'Istituto superiore navale di Napoli per insegnare magnetismo navale. Insegnò inoltre all'Istituto superiore militare di Roma, alla Scuola Politecnica e delle Scienze di Base di Napoli, dove conseguì la libera docenza nel 1922, e alla Regia scuola d'applicazione per gli ingegneri di Roma, dove insegnò sempre radiotelegrafia tra il 1922 e il 1924. Fu inoltre direttore delle stazioni riceventi presso la base di Roma-Centocelle e dispose la trasmissione giornaliera del bollettino meteorologico da parte del Regio Ufficio Centrale di Meteorologia (antesignano del Servizio meteorologico dell'Aeronautica Militare). Per i suoi meriti ottenne una medaglia d'oro di prima classe per i benemeriti delle scienze navali.
Nel 1925, già in possesso del brevetto di specializzazione superiore tecnico-scientifica in elettrotecnica e radiotelegrafia, fu messo a disposizione del Ministero delle comunicazioni, venendo contestualmente posto in riserva, e poi, nel corso dell'anno successivo, fu trasferito al neo-istituito Corpo delle armi navali. Fu promosso capitano di vascello in riserva nel 1927.
Nel maggio 1925 divenne direttore generale delle poste e dei telegrafi presso il Ministero delle comunicazioni nonché vicepresidente del Comitato radiotelegrafico del Consiglio Nazionale delle Ricerche. Dal 1925 fu membro del Partito Nazionale Fascista (PNF) nella sezione di Prima Porta mentre dal 1937 fu membro dell'Accademia d'Italia, di cui fu amministratore tra il 1938 e il 1939 dopo la morte di Nicola Parravano.
Amico e collaboratore di Guglielmo Marconi, partecipò all'invio del segnale dalla stazione di Radio San Paolo a Roma per l'illuminazione del Cristo Redentore di Rio de Janeiro.
Promosso contrammiraglio delle armi navali nel 1931, nel corso dell'anno successivo ottenne una laurea ad honorem in ingegneria industriale. Designato da Marconi come suo successore nell'insegnamento di onde elettromagnetiche presso l'Università degli Studi di Roma "La Sapienza", vi fu supplente dal 1935 al 1937 e poi professore incaricato fino al 1944, anno in cui fu dispensato in attesa della valutazione della commissione di epurazione, che dispose nel 1947 il suo decadimento. Alla morte di Marconi assunse la direzione della Fondazione Marconi e si occupò della realizzazione del mausoleo presso villa Griffone a Sasso Marconi, progettato da Marcello Piacentini. Di Marconi scrisse inoltre una biografia, pubblicata da UTET nel 1941.
Fu ulteriormente promosso maggior generale nel 1934 e tenente generale nel 1937, rimanendo in servizio nel Corpo delle armi navali fino al 1945.
Morì a Narni, dove si era trasferito nel 1930, il 14 luglio 1947.

## Opere
- Giuseppe Pession, Marconi, collana I Grandi Italiani, UTET, 1941.